# T-155 Fırtına
T-155 Fırtına (tur. burza) – turecka wersja koreańskiej samobieżnej haubicoarmaty K9 Thunder produkcji Samsung Techwin. 
Pojazd posiada takie same systemy główne jak jego koreański pierwowzór, łącznie z mechanizmem działa, podwoziem, systemem automatycznego ładowania oraz silnikiem produkcji niemieckiej firmy MTU Friedrichshafen. Od K9 Thunder odróżniają go między innymi: kształt wieży, niektóre elementy podwozia, system nawigacji oraz systemy elektroniczne (takie jak radio czy system kierowania ogniem), które powstały w Turcji. W przeciwieństwie do K9, dowódca nie posiada wizjera panoramicznego. Dzięki systemowi nawigacji firmy ASELSAN jest możliwe ustalenie współrzędnych celu z dokładnością do 17,5 metra. Haubicoarmata jest gotowa do oddania strzału w ciągu 30 sekund. 
Według umowy licencyjnej pierwsze osiem pojazdów zostało wyprodukowane w Korei, a pozostałe ponad 300 sztuk powstanie w Turcji w zakładach zbrojeniowych w Adapazarı. Całkowity koszt pozyskania technologii od Samsung Techwin wyniósł miliard dolarów.

## Użytkownicy
- Turcja – Tureckie Siły Zbrojne zamówiły 350 pojazdów, przy czym każdego roku powstają 24 haubice.
- Azerbejdżan – Siły Zbrojne Azerbejdżanu podpisały umowę na zakup 36-40 pojazdów za kwotę 200 milionów dolarów. Pierwsze pojazdy są już w służbie (2012)[3].

## Galeria

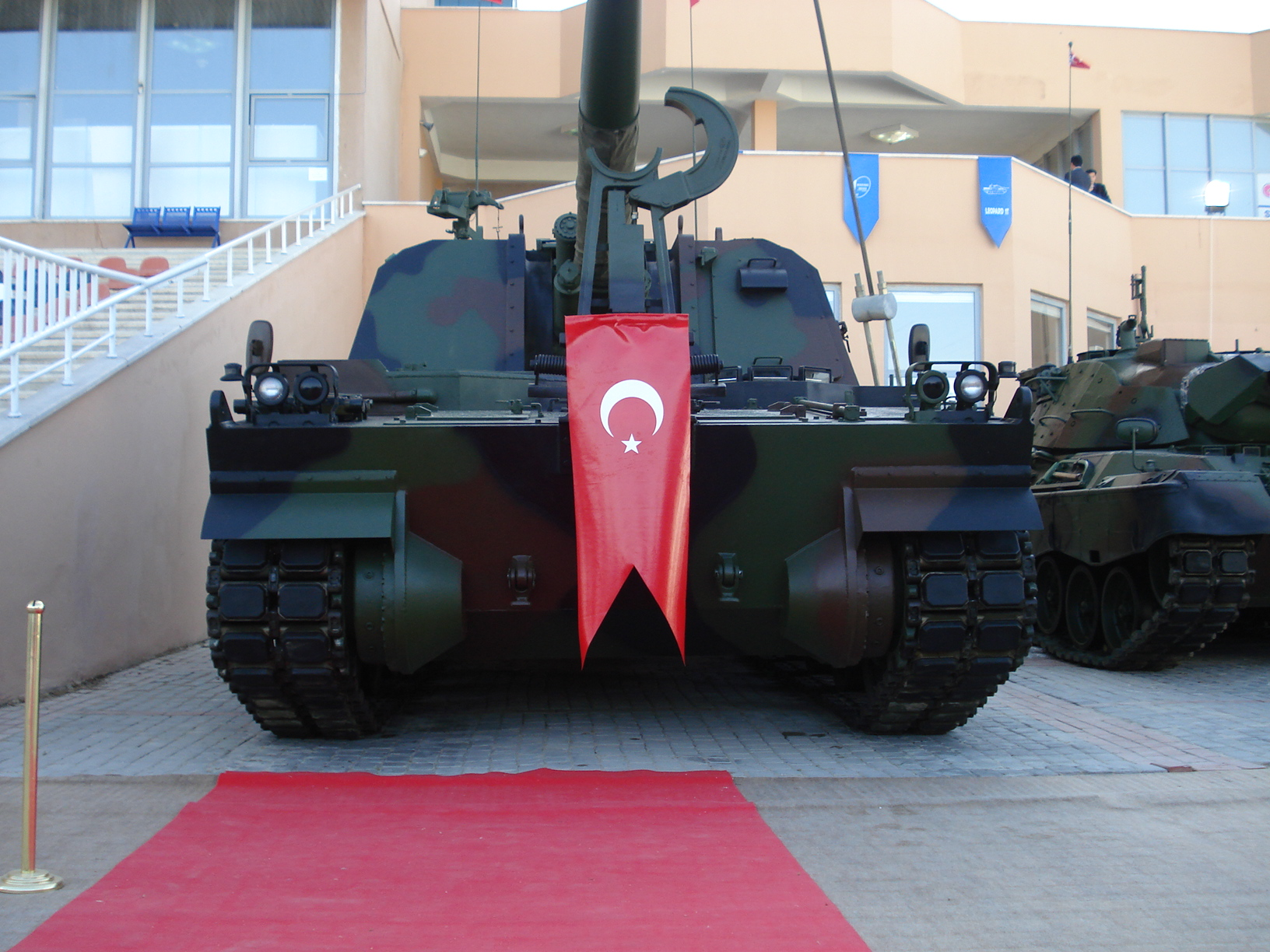
Przód pojazdu.